# Rhein (Schiff, 1868)
Der Dampfer Rhein wurde als erstes von zwei Schiffen mit diesem Namen bei Caird & Company in Greenock (Schottland) für den Norddeutschen Lloyd gebaut. Der Stapellauf war im August 1868.

## Geschichte
Während des Baus gab es gewisse Besonderheiten: Ein ganz anderes Schiff wurde als Rhein aufgelegt, aber an die Royal Mail Steamship Co im Zusammenhang mit einer Schuldverschreibung übergeben und auf den Namen Neva getauft und so ausgeliefert (Stapellauf Februar 1868). Die britische Royal Mail Line hatte 1867 in Westindien bei einem Hurrikan mehrere Schiffe verloren, benötigte dringend Ersatzschiffe und kaufte daher dem Norddeutschen Lloyd (der mehrere Schiffsbauten beauftragt hatte) seine fast fertiggestellte Rhein ab. Ersatzweise wurde das Schiff, welches bereits als Oder aufgelegt war, im August 1868 vom Stapel gelassen und auf den Namen Rhein getauft. Das Schiff hatte einen Klipper-förmigen Schiffskörper aus Eisen und hatte zusätzlich zum Dampfkessel zwei Masten mit Segeln. Zunächst mit einer Höchstgeschwindigkeit von 12 Knoten, erreichte sie nach einem Maschinenumbau mit neuen Kesseln im Jahr 1878 13 Knoten.
Folgende Reisen sind bekannt:
1. Jungfernreise: 3. Oktober 1868
Bremen – Southampton – New York
(1878  Umbau)
2. Norddeutscher Lloyd, Dampfschiff Rhein, Kapitän Neynaber,
Bremen 13. November 1881
Southampton 16. November 1881
New York 2. Dezember 1881
starke orkanartige Stürme aus SW und NW auf der gesamten Passage (was die mit rd. 19 Tagen extrem lange Überfahrt erklärt)
3. Norddeutscher Lloyd, Dampfschiff Rhein, Kapitän Jungst
Bremen (11 Tage, ca. 30. Mai 1884)
New York 10. Juli 1884
4. Norddeutscher Lloyd, Dampfschiff Rhein, Kapitän Jungst
Bremen 6. September 1884
New York 17. September 1884
(Passagierliste datiert 18. September 1884)
5. Norddeutscher Lloyd, Dampfschiff Rhein, Kapitän Jungst
Bremen 6. September 1885
Southampton
New York 19. September 1885
6. letzte Fahrt: 18. September 1890
Bremen – Baltimore

1891 verkauft an Gray, Liverpool. Dann 1892 weiterverkauft an A. Rimner, Liverpool, (die Registereinträge zeigen, dass Cairds der Eigentümer ist) und 1893 weiterverkauft an Jaeger Brothers, Liverpool.
Abgewrackt: Juni 1894 in Barrow-in-Furness, England.

## Schwesterschiffe
Die Rhein hat folgende Schwesterschiffe:
- Hermann: Bj. 1865, 2873 tons, 318ft x 40ft.
- Deutschland: Bj. 1866, 2800 tons, 325ft x 40ft.
- Union: Bj. 1867, 2800 tons, 325ft x 40 ft.
- Weser: Bj. 1867, 2870 tons, 325ft x 40ft.
- Baltimore: Bj. 1868, 2321 tons, 285ft x 39ft.
- Berlin: Bj. 1868, 2333 tons, 285ft x 39ft.
- Rhein: Bj. 1868, 2901 tons, 332ft x 40ft.
- Main: Bj. 1868, 3087 tons, 332ft x 40ft.
- Donau: Bj. 1869, 2896 tons, 332ft x 40ft.
- Ohio: Bj. 1869, 2394 tons, 290.2ft x 39ft.
- Leipzig: Bj. 1869, 2388 tons, 290.2ft x 39ft.
- Hannover: Bj. 1870, 2571 tons, 300ft x 39ft.
- Frankfurt: Bj. 1870, 2582 tons, 300ft x 39ft.
- Koln: Bj. 1871, 2555 tons, 300ft x 39ft.